# Ousseynou Guèye
El Hadji Ousseynou Guèye (ur. 9 października 1958) – senegalski judoka. Olimpijczyk z Los Angeles 1984, gdzie zajął czternaste miejsce w wadze półśredniej.

## Letnie Igrzyska Olimpijskie 1984
| Konkurencja | Eliminacje             | Eliminacje           | Klas. końcowa |
| Konkurencja | 1/32                   | 1/16                 | Miejsce       |
| ----------- | ---------------------- | -------------------- | ------------- |
| 78 kg       | Joanis Kujalis (CYP) Z | Filip Leščak (YUG) P | 14.           |